# 두 번째 엄마
"두 번째 엄마"는 한국에서 제작된 이민환 감독의 2014년 멜로/로맨스 영화이다. 윤설희 등이 주연으로 출연하였다.

## 출연

### 주연
- 윤설희
- 이요성

### 조연
- 김민성
- 김홍제
- 김시언

## 기타
- 각색: 전소민
- 제작부: 최윤호
- 촬영부: 박종일
- 조명: 최정수
- 조명부: 김승수
- 연출부: 김가현
- 연출부: 김재현
- 조감독: 전소현
- 동시녹음: 이준
- 사운드: 이성환
- 미술: 우석민
- 분장: 함선화
- 헤어: 함선화
- 슬레이트: 이미혜
- 프리프로덕션 조감독: 전소현
- 디지털색보정: C.C Film
- 포스터사진: 최윤호
- 스틸사진: 최윤호
- 매니저부문: 티비엔터테인먼트